# Asinauka (stacja kolejowa)
Asinauka (biał. Асінаўка, ros. Осиновка) – stacja kolejowa w miejscowości Asinauka, w rejonie dubrowieńskim, w obwodzie witebskim, na Białorusi. Leży na linii Moskwa - Mińsk - Brześć.
Stacja powstała w XIX w. na drodze żelaznej moskiewsko-brzeskiej pomiędzy stacjami Krasnoje a Orsza.